# Baciami (e portami a ballare)
Baciami (e portami a ballare) è il primo singolo di Alex Britti estratto dal suo settimo album Bene così.
Il brano è entrato in rotazione radiofonica il 10 maggio 2013 e segnala il ritorno del cantautore romano sulle scene musicali dopo due anni.

## Video musicale
Il videoclip, diretto dalla regista Luna Gualano, è stato diffuso lo stesso 10 maggio, ed è ispirato al film Essere John Malkovich.

## Classifiche
| Classifica (2013) | Posizione |
| ----------------- | --------- |
| Italia            | 29        |